# Scopula conscensa
Scopula conscensa là một loài bướm đêm trong họ Geometridae.